# Philipp Bayer
Philipp Jakob Bayer (* 26. Juni 1868 in Würzburg; † 8. Juni 1902 in Bamberg) war Jurist und Mitglied des Deutschen Reichstags.

## Leben
Bayer besuchte von 1874 bis 1878 die Volksschule in Würzburg und von 1878 bis 1881 die Studienanstalt ebenda. Zwischen 1881 und 1887 besuchte er die Lateinschule und das Gymnasium am Kloster Metten und von 1887 bis 1891 die Universität Würzburg, wo er Philosophie und Rechtswissenschaften studierte. Ab 1891 war er Rechtspraktikant am Kgl. Amtsgericht Würzburg II, am Landgericht Würzburg, beim Bezirksamt Kulmbach und beim Stadtmagistrat Würzburg. 1894 absolvierte er die Staatsprüfung für den höheren Justiz- und Verwaltungsdienst und ab Juni 1895 war er Rechtsanwalt in Bamberg.  Er war Ritter des Ordens vom heiligen Grabe.
Von 1898 bis zu seinem Tode war er Mitglied des Deutschen Reichstags für den Wahlkreis Oberfranken 3 Forchheim, Kulmbach, Pegnitz, Ebermannstadt und die Deutsche Zentrumspartei.